# Гайтаниново
Гайтанѝново е село в Югозападна България. То се намира в община Хаджидимово, област Благоевград.

## Население

### Етнически състав
Преброяване на населението през 2011 г.
Численост и дял на етническите групи според преброяването на населението през 2011 г.:
|                     | Численост |
| Общо                | 75        |
| Българи             | 74        |
| Турци               | -         |
| Цигани              | -         |
| Други               | -         |
| Не се самоопределят | -         |
| Неотговорили        | -         |

## География
Село Гайтаниново се намира в планински район. Разположено е в югоизточните склонове на Южен Пирин в историко-географската област Мървашко. Отстои на 17 km югозападно от общинския център Хаджидимово и на 19 километра южно от град Гоце Делчев. Климатът е преходносредиземноморски с планинско влияние с летен минимум и зимен максимум на валежите. Средната годишна валежна сума е около 750 mm. През землището на селото тече река Мътница. Почвите са рендзини (хумусно-карбонатни). Населението намалява поради изселвания, по-масови през 1945 – 1950 година за Димитровград.
През 2012 година в землището на Гайтаниново е обявена защитена местност „Жингов бряст“, за опазване на кристална ричия, еднодомна мания, триделна мания, славянско котенце, паяковидна пчелица, обикновен анакамптис, пурпурен салеп, тризъбест салеп и обикновен салеп, както и местообитанието им.

## История
На около 4 km западно от селото в местността Кулата е намерен керамичен материал, който показва наличие на живот от ранния период на желязната епоха. Запазени са останки от антична крепостна стена, частично използвана и през Средновековието.
Според старо предание жителите на махалите Света Марина, Трохаля, Градището и Сърбаково, за да избягат от турските безчинства, се заселват на място на днешното селото. С имената Гайтанине и Гайтанина селото се споменава в османски данъчни регистри от втората половина на XV век, 1623 – 1625, 1635 – 1637 и 1660 година.
През XVIII и XIX век в селото се добива желязна руда (магнетитов пясък), която се изнася за претопяване в пещите на село Тешово. Рудищата заемали площ от около 500 декара. Рудата се промивала в изкуствени трапове и корита от каменни плочи. От полученото желязо в железарските работилници (кузни) се изработват подкови (плочи) и клинци, които се изнасят по пазарите в Солунския вилает. В селото е имало около 120 кузни. Добиването на желязна руда продължава до 1870 година. Освен железаро-коковачеството в селото е развито и дюлгерството. Дюлгери и жътвари от Гайтаниново отиват на сезонна работа във вътрешността на страната и главно в Драмско.
В началото на XVIII век е построена църквата „Свети Георги“, открито е и килийно училище. През 1839 година е построена църквата „Свети Никола“ с часовник на камбанарията. В 1858 година в Гайтаниново е отворено новобългарско училище с пръв учител Георги Зимбилев. Жителите на селото участват активно в борбите на българите за църковна независимост и новобългарска просвета. На 6 декември 1869 година в Гайтаниново се провежда народен събор, организиран от българските общини в Неврокопско, Драмско, Сярско и Мелнишко. След тържествена служба в местната църква се прогласява категоричното отказване от Цариградската патриаршия и искането за учредяване на обединена Неврокопско-Мелнишка-Драмска-Сярска българска епархия. Според заслужилия възрожденски учител Спас Прокопов в годините 1869 – 1870 селото се превръща в център на българщината в Неврокопско, благодарение на местното българско училище. Гърците наричат в това време Гайтаниново „свещеното свърталище на българите“.
През XIX век Гайтаниново е чисто българско село, числящо се към Неврокопската каза на Серския санджак. В „Етнография на вилаетите Адрианопол, Монастир и Салоника“, издадена в Константинопол в 1878 година и отразяваща статистиката на населението от 1873 година, Гайтаниново (Gaïtaninovo) е посочено като село със 180 домакинства и 640 жители българи.
В 1889 година Стефан Веркович (Топографическо-этнографическій очеркъ Македоніи) отбелязва Гайтаниново като село със 150 български къщи.

През 1891 година Васил Кънчов посещава Неврокопско и оставя интересни пътни записки за Гайтаниново. Ето какво пише той:
| „ | Селото има 200 къщи чисто български, но има изглед на един малък градец. То е едно от най-събудените села не само в Неврокопско, но и в цяла Македония. Главната причина за развитието на селяните е била търговията, която селяните са въртели с околните места, и благосъстоянието им. Главно занятие на селяните е било до скоро време правене плочи за коване на едър добитък. Около 60 дукяни с повече от 400 работника през цялата година са работили плочи. Други са разнасяли изработената стока по панаирите наоколо. | “ |

В 1891 година Георги Стрезов пише:
| „ | Гайтаниново, село в подножията на Али Ботуш планина. От Неврокоп се пада на Ю с разстояние от 5 часа. Пътят до Копривлен е лош, подире става равен. Работна земя недостатъчна, та селянете са принудени зиме да бягат по чужбина, дето минуват със зидарство. Лежи в дупка, тъй че не може да се види от никъде наоколо. Българска църква „Св Никола“; училище с 1 учител и 26 ученика. Къщи 200 само българе. | “ |

Съгласно статистическите изследвания на Васил Кънчов („Македония. Етнография и статистика“) към 1900 година населението на селото брои общо 1000 души, всички българи-християни.
По данни на секретаря на Българската екзархия Димитър Мишев („La Macédoine et sa Population Chrétienne“) в 1905 година в Гайтаниново живеят 1416 българи екзархисти. В селото функционира българско начално училище с 1 учител и 74 ученици.
През 1895 г. в селото е основан комитет на ВМОРО.
На 11 октомври 1908 година в Гайтаниново се провежда учителска сбирка (конгрес), на която, след като се разглежда състоянието на учебното дело в Неврокопско и положението на селските учители, се основава учителско дружество (наречено съюз, а по-късно синдикат).
В рапорт до Иларион Неврокопски от 1909 година пише за селото:
| „ | С. Гайтаниново... е разположено в полите на Алиботуш. Близо до селото се намира хубава дъбова горичка. Селото има 200 къщи български с 1000 души люде. Селяните се занимават със земеделие и скотовъдство. Някои от тях са дюлгери и зидари. Земеделците обработват лозя и др. Черквата „Св. Никола“ е голямо здание. Вътре е добре украсена. Създадена е през 1839 г. Преди 70 години е била на гърците, а след това вече на българите. Духовната борба се разиграла доста рано. До селото има стара църква – „Св. Георги“ Училището е до църквата, доста голямо здание е, но се нуждае от поправка. | “ |

По време на Балканската война през 1912 година 37 души от Гайтаниново се включват като доброволци в Македоно-одринското опълчение.
През 1923 година в селото е създадена земеделска кооперация „Стъргач“. Към 1935 година тя има 71 члена.

## Личности
В XIX век Гайтаниново е будно българско селище, заедно с Либяхово един от главните центрове на българщината в Неврокопско. От Гайтаниново са просветните дейци Андон Жостов (1842 – 1903), Спас Прокопов (1842 – 1917), Никола Падарев (1842 – ?), Петър Сарафов (1842 – 1915), Кочо Мавродиев (1860 – 1913), Илия Гадромов (1863 – 1933) и други. Същевременно Гайтаниново дава и много революционни дейци: хайдутина Филип Цветанов (около 1845 – 1895), опълченеца Вълко Стоянов (около 1840 – ?), дееца на ВМОК Вълчо Сарафов (1877 – 1901) и дееца на ВМОРО Васил Хаджипетров (1871 – 1933). От Гайтаниново са генералите Иван Стойков (1866 – 1925), Димитър Жостов (1868 – 1935) и Константин Жостов (1867 – 1916). В XX век видни гайтининовци са Никола Падарев (1875 – 1949), юрист и политик, Никола Аврамов (1907 - ?), просветен деец и учредител на читалището „Петър Сарафов“ в Гайтаниново, Костадин Кюлюмов (1925 – 1998), писател и сценарист и други.